# Mandel (Mineralogie)

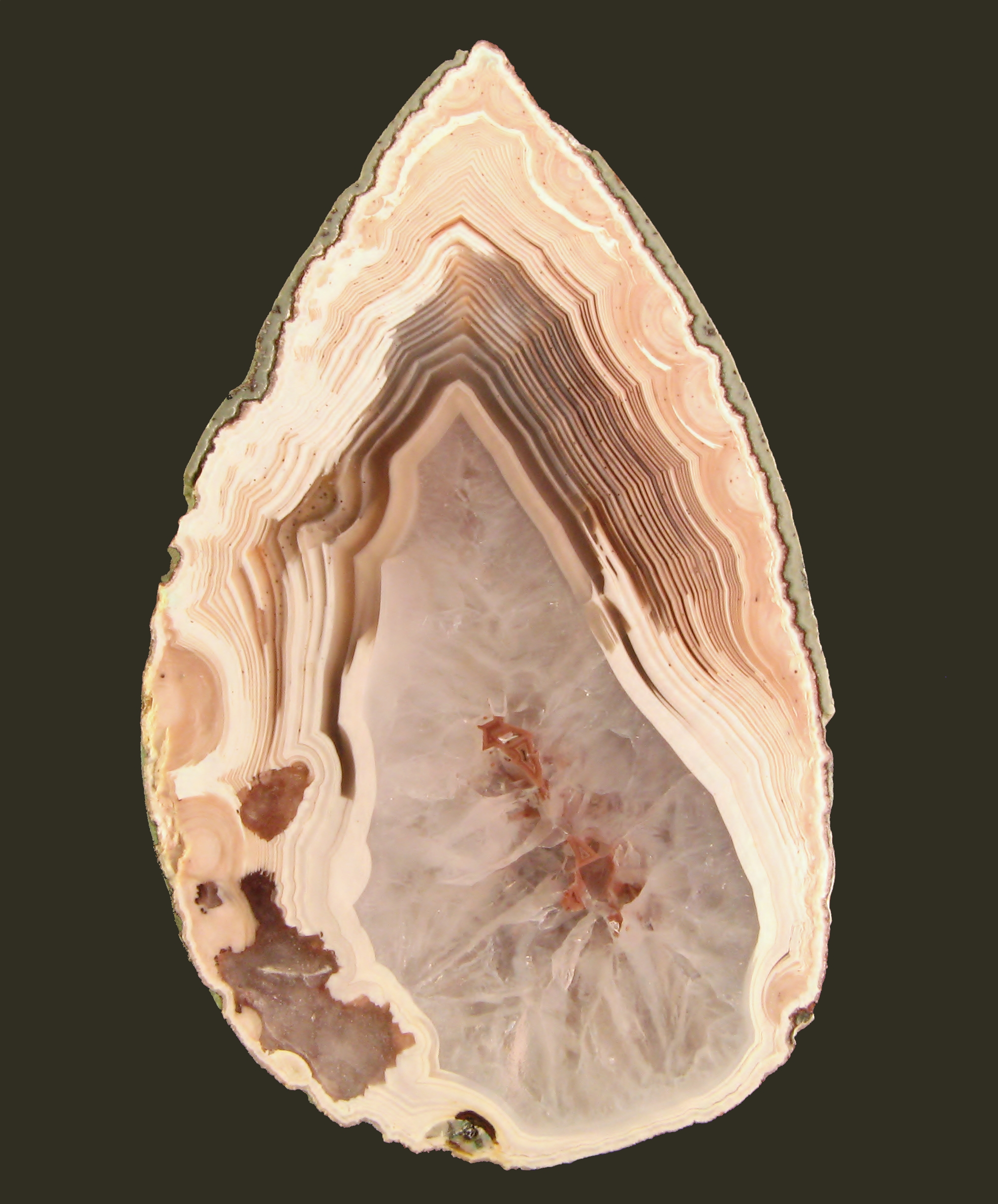
Achatmandel

Eine Mandel (englisch Amygdule oder Amygdale) ist ein vollständig mit mineralischer Substanz gefüllter ehemaliger Hohlraum (Geode) in Vulkaniten. Das die Mandeln umhüllende Gestein wird als Mandelstein bezeichnet. Unvollständig mit Mineralsubstanz gefüllte Hohlräume werden dagegen als Drusen bezeichnet, allerdings werden die Begriffe Geode, Druse und Mandel im allgemeinen Sprachgebrauch selten korrekt abgegrenzt, sondern oft irreführend synonym verwendet.
Der Name nimmt Bezug auf die Form der Frucht des Mandelbaums, da die im fließenden Lavastrom eingeschlossenen Gasblasen bei der Bildung von Geoden eine ähnliche Form annehmen.
Der Begriff Mandel ist besonders häufig im Zusammenhang mit der Bildung von Achaten im Gebrauch, der mikrokristallinen Varietät des Minerals Quarz, da sich dieser bevorzugt als Hohlraumfüllung in Mandelsteinen bildet.